# Дезертьорство
Дезертьорството е самоволно изоставяне на военния дълг или пост без позволение. То не предвижда завръщане обратно. Това е различно от отсъствието без отпуск и от неупълномощеното отсъствие, които са временни форми на отсъствие.
В много държави и култури дезертьорството се смята за тежко провинение, което понякога дори се наказва със смърт. Сред най-честите причини за дезертиране са: изключителната тежест на службата, голямата продължителност на нейните условия, лошите отношения между началници и подчинени, злоупотребата от страна на началниците във връзка с безразборното наемане и/или етническа и/или религиозна враждебност на мобилизираните войници към държавата, за която трябва да се бият - пример за последното са дезертьорствата на македонските българи от Сръбската и Югославската армии през двете световни войни. С подобряването на условията във военната професия през годините, дезертьорството постепенно се превръща от масово във все по-рядко и единично явление.